# جون الثالث، لورد رينيسه
يان فان رينيسه (1249 - 16 أغسطس 1304) كان عضواً في نبالة زيلند. جنباً إلى جنب مع فولفيرت فان بورسيلين شارك في قيادة حزب لصالح الفلاندرز وضد هولندا، مع تأثير كبير في زيلاند. وبدعم من إدوارد الأول ملك إنجلترا حكم يان فان رينيسه زيلاند بالنيابة عن جون الأول، كونت هولندا (ابن رضيع من فلوريس الخامس، كونت هولندا)، ولكن حمل فان بورسيلين السلاح ضده، وتم طرده بعد فشل غزو إدوارد الأول للفلاندرز.